# Анаболические стероиды
Анаболические стероиды — вещества, действие которых направлено на усиление анаболических процессов в организме, то есть вещества, ускоряющие образование и обновление структурных частей клеток, тканей и мышечных структур. По международной классификации АТХ относятся к группе A — «Пищеварительный тракт и обмен веществ», подгруппе A14 — «Анаболические средства», подгруппа A14A — «Анаболические средства для системного применения».
Анаболические стероиды, также более известные как анаболико-андрогенные стероиды (ААС), представляют собой стероидные андрогены, которые включают в себя природные андрогены, такие как тестостерон, а также синтетические андрогены, которые структурно родственны и имеют эффекты, аналогичные тестостерону. Они являются анаболическими и увеличивают содержание белка в клетках, особенно в скелетных мышцах, а также обладают различной степенью андрогенного и вирилизирующего действия, включая индукцию развития и поддержание вторичных мужских половых признаков, таких как рост волос на лице и теле. Слово анаболический, относящееся к анаболизму, происходит от греческого «ἀναβολή» (anabole), «то, что выброшено, насыпь». Андрогены или ААС являются одним из трёх типов агонистов половых гормонов, другие — эстрогены, такие как эстрадиол, и прогестагены, такие как прогестерон.
ААС были синтезированы в 1930-х годах и теперь используются в медицине для стимуляции роста мышц и аппетита, стимулирования полового созревания мужчин и лечения хронических состояний истощения, таких как рак и СПИД. Американский колледж спортивной медицины признает, что ААС при наличии адекватной диеты может способствовать увеличению массы тела, часто по мере увеличения мышечной массы, и что прирост мышечной силы, достигнутый с помощью упражнений высокой интенсивности и правильной диеты, может быть дополнительно увеличен путем использования ААС у некоторых людей.
При длительном использовании или чрезмерными дозами ААС, могут возникнуть риски для здоровья. Эти эффекты включают вредные изменения уровня холестерина (увеличение липопротеинов низкой плотности и снижение липопротеинов высокой плотности), акне, высокое кровяное давление, повреждение печени (в основном при пероральном приеме ААС) и опасные изменения в структуре левого желудочка сердца. Эти риски еще больше возрастают, когда, как это часто бывает, спортсмены принимают стероиды вместе с другими лекарствами, нанося значительно больший вред своему организму. Влияние анаболических стероидов на сердце может вызвать инфаркт миокарда и инсульты. Состояния, относящиеся к гормональному дисбалансу, такие как гинекомастия и уменьшение размера яичек, также могут быть вызваны ААС. У женщин и детей ААС могут вызывать необратимую маскулинизацию.

## Классификация
Подразделяются на стероидные и нестероидные. Стероидные вещества называют анаболическими андрогенными стероидами. К стероидным веществам относят:
- Метилтестостерон (исторически первый синтезированный и массово доступный анаболический стероид).
- Производные андростана, АТХ группа A14AA[12]
  - метандиенон (A14AA03). Синонимы: Метандростенолон, Дианабол, Данабол, Дианогед, Метан.
- Эстрена производные, АТХ группа A14AB[12]
  - нандролона деканоат (A14AB01). Синонимы: Ретаболил, Нандролона фенилпропионат, Нандролон, Дека.

Нестероидные анаболические вещества не входят в международную классификацию АТХ, к ним можно отнести:
- Диоксометилтетрагидропиримидин, торговое название метилурацил[13]
- оротат калия[10]
- рибоксин[10]

## Фармакодинамика
Воздействие на организм заключается в ускорении процессов синтеза сложных молекул (чаще всего — нуклеиновых кислот) из более простых с накоплением энергии. Также, существует такое понятие, как анаболический индекс — показатель, получаемый из соотношения андрогенной (развитие мужских вторичных половых признаков) и анаболической активности (способность увеличения синтеза белка).

## Терапевтическое действие
Терапевтическое действие выражается в повышении аппетита, ускорении регенеративных процессов, а также увеличении массы тела. При курсовом употреблении увеличивается мышечная масса, снижается процент жировых отложений в организме. Наблюдается фиксация кальция и фосфора в зубах и костях, повышается общая выносливость, работоспособность. Улучшается функциональное состояние головного мозга. Улучшается кровенаполненность сосудов и оксигенация тканей.

## Показания к применению
Анаболические вещества используются в медицинской практике — для восстановления после длительных тяжёлых заболеваний. Часто и анаболические стероиды применяются как допинг в спорте, что приводит к побочным действиям. Анаболические стероиды входят в список запрещенных препаратов ВАДА.

## Побочные действия и эффекты
Известные возможные побочные эффекты ААС включают:
- Дерматоз/Покровная система: Акне, конглобатные угри, Себорейный дерматит, Стрии (из-за быстрого увеличения мышц), Гипертрихоз (чрезмерный рост волос на теле), выпадение волос (облысение кожи головы), Отёк.
- Заболевания репродуктивной системы/ Эндокринные заболевания: изменения либидо, обратимое бесплодие, гипогонадотропный гипогонадизм.
- У мужчин: спонтанные эрекции, ночные поллюции, приапизм, эректильная дисфункция, гинекомастия (в основном только с ароматизируемыми и, следовательно, эстрогенными ААС), олигоспермия / азооспермия, атрофия яичек, злокачественные новообразования яичка, гипертрофия простаты, рак простаты.
- У женщин: маскулинизация (вирилизация), дисфония (расстройство голосообразования), гирсутизм (чрезмерный рост волос на лице / теле), нарушения менструального цикла (например, ановуляция, олигоменорея, аменорея, дисменорея), увеличение клитора, атрофия груди, атрофия матки, тератогенность (у плодов женского пола).
- У детей: эпифизарная пластинка и связанный с ним низкий рост, преждевременное половое созревание у мальчиков, задержка полового созревания и раннее половое созревание у девочек.
- Эмоциональные и поведенческие расстройства / Неврологическое расстройство: перепады настроения, раздражимость, агрессия, насилие, импульсивность / безрассудство, гипомания / мания, эйфория, депрессия, тревога, дисфория, суицид, бред, психоз, синдром абстиненции, наркомания, нейротоксичность, когнитивные нарушения[19][20].
- Скелетно-мышечное расстройство: гипертрофия скелетных мышц, напряжение (травма), разрыв сухожилия, рабдомиолиз.
- Сердечно-сосудистые заболевания: дислипидемия (например, повышение уровня ЛПНП, снижение уровня ЛПВП, снижение уровня АпоА-I), атеросклероз, артериальная гипертензия, гипертрофия левого желудочка, кардиомиопатии, кардиомегалия, полицитемия (эритроцитоз), аритмия сердца, тромбоз (например, эмболия, инсульт), инфаркт миокарда, остановка сердца[21][22].
- Болезнь печени: Функциональные пробы печени (AST, ALT, билирубин, LDH, ALP), гепатотоксичность, желтуха, стеатоз печени, гепатоцеллюлярная аденома, гепатоцеллюлярная карцинома, холестаз, пелиозный гепатит; все в основном или исключительно с 17α-алкилированными ААС[23].
- Нефропатия: острая почечная недостаточность (вторичная по отношению к рабдомиолизу), фокальный сегментарный гломерулосклероз, рак почки.
- Прочие: предиабет, инсулинорезистентность, иммунное расстройство[24].

### Физиологический
В зависимости от продолжительности приема стероидов существует вероятность повреждения иммунной системы. Большинство этих побочных эффектов зависят от дозы, наиболее частым из которых является повышение артериального давления, особенно у пациентов с уже существующей гипертензией. Помимо этого, также и морфологические изменения сердца, которые могут иметь постоянное неблагоприятное влияние на сердечно-сосудистую систему.

### Раздражительность и агрессивность
С середины 1980-х годов в СМИ появились сообщения о феномене «стероидной ярости» (англ. «steroid rage»), который подразумевает связанную с приёмом анаболических стероидов раздражительность, агрессивность, вспышки гнева и тому подобное.
Предположительно, причиной «стероидной ярости» является увеличение в десятки, а то и в сотни раз, количества тестостерона в крови, вызываемое употреблением вышеупомянутых стероидов, однако сам факт существования феномена стероидной ярости ставится под сомнение результатами исследований с подопытной и контрольной группами.

## Правовой статус
Ряд анаболических средств входит в «Список сильнодействующих и ядовитых веществ для целей статьи 234 и других статей Уголовного кодекса РФ».